# 云南实蕨
云南实蕨（学名：Bolbitis yunnanensis）为实蕨科实蕨属下的一个种。其种加词 yunnanensis 意为“云南的”。